# José Armando Nuñez
José Armando Nuñez Malfavon (Tocumbo, Michoacán, México 15 de septiembre de 1978). Es un exfutbolista mexicano que se desenvuelve como Lateral izquierdo.

## Trayectoria
Sus inicios están desde las fuerzas básicas del Club Necaxa sin embargo empezó en el club filial de la Primera División 'A' el Club de Fútbol Cuautitlán en el Invierno 1998 , Medio volante que recibe la oportunidad de jugar en Primera División luego de sus buenas actuaciones, con el Necaxa en el Invierno 2001, disputó su primer partido con el club el 25 de agosto de 2001 en el empate contra el Club Santos Laguna a dos goles jugando 22 minutos del encuentro, en ese torneo jugó siete partidos incluidos los de ida y vuelta de los cuartos de final frente a  Cruz Azul.

Pasa al Deportivo Toluca en el Clausura 2003 donde se mantiene en el primer equipo pero sin tener regularidad. 

Para el Apertura 2004 regresa al Necaxa, sin jugar ningún partido terminó en la división de ascenso con el Atlético Mexiquense.

### Clubes
| Club                | País                | Año         | Partidos | Goles | Media |
| ------------------- | ------------------- | ----------- | -------- | ----- | ----- |
| Real Cuautitlán     | México              | 1998 - 2001 | 42       | 5     | 0.12  |
| Club Necaxa         | México              | 2001 - 2002 | 10       | 0     | 0     |
| Deportivo Toluca    | México              | 2002 - 2004 | 3        | 0     | 0     |
| Club Necaxa         | México              | 2004        | 0        | 0     | 0     |
| Atlético Mexiquense | México              | 2005 - 2006 | 22       | 0     | 0     |
| Total en su carrera | Total en su carrera | 1998 - 2006 | 77       | 5     | 0.06  |

## Estadísticas

### Resumen estadístico
| Competencia                | Partidos | Goles |
| -------------------------- | -------- | ----- |
| Primera División de México | 12       | 0     |
| Liga de Ascenso de México  | 64       | 5     |
| Total                      | 76       | 5     |